# Karen Wegener
Karen Margrethe Lund Wegener f. Petersen (27. april 1935 i Sønder Nærå – 29. marts 2012) var en dansk skuespillerinde, der blev uddannet fra Aarhus Teater i 1961. 
Efter studierejser til både Tyskland og England blev hun ansat på teatret i 1967 og var knyttet til det i 30 år bortset fra de fem år, hvor hun spillede freelance-roller på Aalborg Teater. Blandt de stykker hun har medvirket i er Glade dage, Heksejagt, Dødsdansen, Belbels kærtegn, Gengangere, Mutter Courage, Tre søstre, Tribadernes nat, Parasitterne og Peer Gynt. Hun spillede den forsagte Wulfdine i Livsens Ondskab. Hun har også medvirket i serierne Gøngehøvdingen og Bryggeren. Ganske få spillefilm er det blevet til nemlig En ven i bolignøden (1965), Brødrene på Uglegården (1967) og Pelle Erobreren (1987), som hun modtog Bodilprisen for bedste kvindelige birolle for.
Hun var gift med kollegaen fra Aarhus Teater Ole Wegener. Karen Wegener stoppede sin karriere i 1997, da hun blev alvorligt syg. Hun kom sig, men døde i 2012, 76 år gammel.